# العلاقات الدومينيكانية الجنوب إفريقية
العلاقات الدومينيكانية الجنوب أفريقية هي العلاقات الثنائية التي تجمع بين جمهورية الدومينيكان وجنوب أفريقيا.

## مقارنة بين البلدين
هذه مقارنة عامة ومرجعية للدولتين:
| وجه المقارنة                                              | جمهورية الدومينيكان | جنوب أفريقيا |
| --------------------------------------------------------- | ------------------- | --- |
| المساحة (كم2)                                             | 48.67 ألف           | 1.22 مليون |
| عدد السكان (نسمة)                                         | 10.40 مليون         | 57.73 مليون |
| الكثافة السكانية (ن./كم²)                                 | 213.68              | 47.32 |
| العاصمة                                                   | سانتو دومينغو       | بريتوريا، بلومفونتين، كيب تاون |
| اللغة الرسمية                                             | اللغة الإسبانية     | لغة إنجليزية، اللغة الأفريقانية، اللغة النديبلي الجنوبية، اللغة السوثو الشمالية، اللغة السوتية، لغة سوازي، اللغة التسونجا، اللغة التسوانية، اللغة الفيندية، اللغة الكوسية، اللغة الزولوية |
| العملة                                                    | بيزو دومنيكاني      | راند جنوب أفريقي |
| الناتج المحلي الإجمالي (بليون دولار)                      | 75.93 مليار         | 349.42 مليار |
| الناتج المحلي الإجمالي (تعادل القوة الشرائية) بليون دولار | 149.89 مليار        | 725.91 مليار |
| الناتج المحلي الإجمالي الاسمي للفرد دولار أمريكي          | 6.47 ألف            | 5.72 ألف |
| الناتج المحلي الإجمالي للفرد دولار أمريكي                 | 13.26 ألف           | 13.05 ألف |
| مؤشر التنمية البشرية                                      | 0.715               | 0.666 |
| رمز المكالمات الدولي                                      | +1809، +1829، +1849 | +27 |
| رمز الإنترنت                                              | .do                 | .za |
| المنطقة الزمنية                                           | 00                  | ت ع م+02:00، أفريقيا/جوهانسبرغ ‏ |

## منظمات دولية مشتركة
يشترك البلدان في عضوية مجموعة من المنظمات الدولية، منها:
| علم المنظمة | اسم المنظمة                                 | تاريخ انضمام جمهورية الدومينيكان | تاريخ انضمام جنوب أفريقيا |
| ----------- | ------------------------------------------- | -------------------------------- | ------------------------- |
|             | المنظمة الهيدروغرافية الدولية               | ?                                | ?                         |
|             | الاتحاد البريدي العالمي                     | ?                                | ?                         |
|             | يونسكو                                      | 4 نوفمبر 1946                    | 4 نوفمبر 1946             |
|             | البنك الدولي للإنشاء والتعمير               | 18 سبتمبر 1961                   | 27 ديسمبر 1945            |
|             | منظمة التجارة العالمية                      | ?                                | 1995                      |
|             | وكالة ضمان الاستثمار متعدد الأطراف          | 7 مارس 1997                      | 10 مارس 1994              |
|             | منظمة الشرطة الجنائية الدولية               | ?                                | ?                         |
|             | مؤسسة التمويل الدولية                       | 31 أكتوبر 1961                   | 3 أبريل 1957              |
|             | الأمم المتحدة                               | 24 أكتوبر 1945                   | 7 نوفمبر 1945             |
|             | مجموعة دول أفريقيا والكاريبي والمحيط الهادئ | ?                                | ?                         |
|             | مؤسسة التنمية الدولية                       | 16 نوفمبر 1962                   | 12 أكتوبر 1960            |
|             | منظمة حظر الأسلحة الكيميائية                | ?                                | ?                         |

## وصلات خارجية
- موقع وزارة الخارجية الجنوب أفريقية